# 周仲勳
周仲勳（1925年3月18日—2013年10月11日），筆名蕭白、風雷、洛雨、金陽、周雨、周冷溪、長廊、雨季，男，浙江诸暨人，中国現代作家，作品以散文、小說為主。曾任小學教師。曾獲中山文藝獎散文獎。妻胡宗智亦為作家。

## 生平
- 1925年3月18日（農曆2月24 日）出生
- 1940年，八年抗戰時加入青年服務隊從事戰地服務，後赴四川從軍。
- 1947年，五月底，至杭州訪問初戀情人。
- 1948年，與胡宗智結婚。來台，服務於軍旅多年。

1952年，四月出版第一部短篇小說集《破曉》。
- 1953年，小說《布老虎》刊在「自由中國」。
- 1964年，四月十八日「沅江上」一文發表於中央日報副刊。[2]
- 1965年，七月出版第一部散文集《多色河畔》。十月出版首部中篇小說《三月》。
- 1967年，從軍中退役。
- 1970年，八月出版第一部長篇小說《翡翠谷》。
- 1975年，專事寫作，曾出任黎明文化事業公司編審，參與《中國新文學叢刊》，推出葉石濤、鄭清文、李喬等廿部作家自選集，廣及許多本省作家，轟動一時。
- 1984年，九月長篇小說《雨季》出版。
- 1989年，元旦正式封筆，作畫自娛。
- 2007年，接受《文訊》專訪，題目為「為了忘卻的紀念 回首向來蕭瑟處--專訪蕭白」。[3]
- 2013年10月11日辭世，享壽89歲。

## 作品
作品有代表作《響在心中的水聲》、《山鳥集》、《靈畫》、《摘雲集》、《無花果集》、《弦外集》、《蕭白自選集》、《當時正年少》、《山窗絮語》、《兒時成回憶》、《白屋手記》等。

### 散文
- 《多色河畔》，臺北：新亞出版社，1965年7月
- 《藍季》，臺中：光啟出版社，1967年6月
- 《山鳥集》，臺北：哲志出版社，1968年4月
- 《白鷺之歌》，臺中：光啟出版社，1968年7月
- 《絮語》，臺北：金字塔出版社，1969年5月
- 《靈畫》，臺北：仙人掌出版社，1970年4月
- 《葉笛》，臺北：清流出版社，1970年8月
- 《摘雲集》，臺北：阿波羅出版社，1970年11月
- 《無花果集》，臺北：華欣文化中心，1974年3月
- 《弦外集》，臺北：水芙蓉出版社，1974年6月
- 《花廊》，臺北：水芙蓉出版社，1974年7月
- 《響在心中的水聲》，臺北：水芙蓉出版社，1977年5月
- 《蕭白散文精選集》，臺北：源成文化圖書供應社，1978年1月
- 《一槳燈影》，臺北：黎明文化公司，1978年4月
- 《大濂洛溪》，臺北：環球書社，1978年9月
- 《野煙》，臺北：水芙蓉出版社，1979年1月
- 《浮雕》，臺北：九歌出版社，1979年10月
- 《燭光裡的古代》，臺北：采風出版社，1980年1月
- 《當時正年少》，臺北：文鏡文化公司，1982年3月
- 《山窗絮語》，臺北：水芙蓉出版社，1983年2月
- 《石級上的歲月》，臺北：文鏡文化公司，1984年5月
- 《兒時成追憶》，臺北：采風出版社，1985年11月
- 《白屋手記》，臺北：九歌出版社，1986年5月
- 《風吹響一樹葉子》，廣州：花城出版社，1989年

### 小說

#### 短篇小說集
- 《破曉》，臺北：自印，1952年4月
- 《輕煙》，香港：海天文化服務社，1961年1月
- 《雪朝》，臺北：臺灣商務印書館，1966年11月
- 《伊甸園外》，臺北：博愛圖書公司，1968年6月
- 《彩虹上的人們》，臺北：清流出版社，1968年10月
- 《時間的蹄聲》，臺北：國防部，1971年8月
- 《壁上的魚》，臺北：水芙蓉出版社，1976年6月

#### 中篇小說
- 《三月》，臺南：晨光出版社，1965年10月
- 《河上的霧》，臺北：皇冠雜誌社，1969年7月
- 《瑪瑙杯子》，臺北：晚蟬書店，1969年11月
- 《春晴》，臺北：黎明文化公司，1972年5月

#### 長篇小說
- 《翡翠谷》，臺北：陸軍總司令部，1970年8月
- 《雨季》，臺北：文鏡文化公司，1984年9月

### 兒童文學
- 《小龍王》，香港：兒童樂園半月刊社，1963年8月

### 合集
- 《蕭白自選集》，臺北：黎明文化公司，1975年12月

## 外部連結
- 蕭白專訪
- 藝文大觀園 藝文饗宴 姜貴、蕭白文物展 大有看頭[永久]